# Santa Catarina de Alexandria (Artemisia Gentileschi)
Santa Catarina de Alexandria é uma pintura da artista italiana barroca Artemisia Gentileschi. Está na coleção da galeria Uffizi, em Florença.